# Montrose (Minnesota)
Montrose és una població dels Estats Units a l'estat de Minnesota. Segons el cens del 2000 tenia 1.143 habitants.

## Demografia
Segons el cens del 2000, Montrose tenia 1.143 habitants, 454 habitatges, i 281 famílies. La densitat de població era de 459,7 habitants per km².
Dels 454 habitatges en un 36,6% hi vivien nens de menys de 18 anys, en un 51,1% hi vivien parelles casades, en un 6,8% dones solteres, i en un 37,9% no eren unitats familiars. En el 30,8% dels habitatges hi vivien persones soles el 7,3% de les quals corresponia a persones de 65 anys o més que vivien soles. El nombre mitjà de persones vivint en cada habitatge era de 2,52 i el nombre mitjà de persones que vivien en cada família era de 3,18.
Per edats la població es repartia de la següent manera: un 28,7% tenia menys de 18 anys, un 11,6% entre 18 i 24, un 34,1% entre 25 i 44, un 17,7% de 45 a 60 i un 7,9% 65 anys o més.
L'edat mediana era de 30 anys. Per cada 100 dones de 18 o més anys hi havia 107,9 homes.
La renda mediana per habitatge era de 39.583 $ i la renda mediana per família de 52.833 $. Els homes tenien una renda mediana de 31.434 $ mentre que les dones 26.481 $. La renda per capita de la població era de 19.281 $. Entorn del 4,6% de les famílies i el 6,4% de la població estaven per davall del llindar de pobresa.

## Poblacions més properes
El següent diagrama mostra les poblacions més properes.